# Ingvild Isaksen
Ingvild Landvik Isaksen, född 10 februari 1989, är en norsk före detta fotbollsspelare från Drøbak. Isaksen spelade bland annat för Kolbotn IL. Hon deltog i EM-slutspelet 2009 och 2013.